# ラシュト条約
ラシュト条約（ラシュトじょうやく、ロシア語: Рештский договор、ペルシャ語:عهدنامه رشت）は、1732年1月21日にイランのギーラーン州の都市ラシュトで、ロシア帝国とペルシャの間で締結された条約。

## 内容
この条約で、ロシアはクラ川の南の領土要求を放棄した。これは、ロシア・ペルシャ戦争で1723年にピョートル1世によって征服した領土のデルベント・バクー・ギーラーン州・マーザンダラーン州やアスタラーバードも含まれている。
見返りとして、ペルシャの支配者ナーディル・シャーはロシア商人に貿易特権を付与し、オスマン帝国に追われてロシア亡命中のグルジアのカルトリ王国国王ヴァフタング6世をオスマン帝国軍をカルトリ王国から追い出せたらすぐに国王の座に復帰させる約束をさせた。この条項は1735年のギャンジャ条約でも確認された 。

## 当時のペルシャ
なお、1732年時点でのペルシャはサファヴィー朝のタフマースブ2世の治世下だが、パシュトゥーン人のギルザイ部族に奪われていた首都エスファハーンを奪回した摂政のナーディル・シャーが国政の実権を握っている状態であった。
ナーディル・シャーは1736年にタフマースブ2世の子のアッバース3世を退位させて自らがシャーとして即位して、アフシャール朝を開いている。